# Almida de Val
Almida de Val, née le 12 septembre 1997 à Göteborg, est une curleuse suédoise.

## Carrière
Almida de Val et Oskar Eriksson sont médaillés de bronze du Championnat du monde de double mixte de curling en 2021 à Aberdeen.
Le duo est ensuite médaillé de bronze du tournoi de double mixte de curling aux Jeux olympiques d'hiver de 2022 à Pékin.